# Сырбу, Эуджен
Эуджен Сырбу (рум. Eugen Sârbu; 6 сентября 1950, Бухарест — 21 июля 2024, Лондон) — румынский скрипач.

## Биография
Начал выступать с шестилетнего возраста, в 1958 году был удостоен награды Национального музыкального фестиваля в Бухаресте. Учился в Бухаресте у Штефана Георгиу, затем в Париже и наконец в Кёртисовском институте музыки у Ивана Галамяна.
Выступил на международную музыкальную сцену в середине 1970-х гг. В 1974 году получил вторую премию на Международном конкурсе скрипачей имени Паганини (первая премия в тот год не присуждалась), в 1978 году на том же конкурсе был удостоен первой премии. В том же 1978 году выиграл также Конкурс скрипачей имени Карла Флеша. В 1975 году Эуджен Сырбу занял третье место на конкурсе имени Сибелиуса, а 10 лет спустя был приглашённым солистом на Сибелиусском фестивале в Хельсинки.
Записал скрипичный концерт Яна Сибелиуса, «Времена года» Антонио Вивальди и ряд других сочинений.

### Смерть
Умер 21 июля 2024 года в частной больнице в Лондоне после продолжительной болезни в возрасте 73 лет.

## Награды
- Командор ордена Звезды Румынии (2000 год, Румыния)[3].
- Командор ордена «За заслуги перед культурой»[рум.] в категории B «Музыка» (2004 год, Румыния)[4].